# Unser Mund sei voll Lachens, BWV 110
Unser Mund sei voll Lachens, BWV 110 (Que la nostra boca sia plena de rialles), és una cantata religiosa de Johann Sebastian Bach per al dia de Nadal, estrenada a Leipzig el 25 de desembre de 1725.

## Origen i context
El llibret és de Georg Christian Lehms, en el cor inicial es fa ús del salm "A tu que habites en el cel" (123, 2-3), en el tercer número d'un versicle del profeta Jeremies (10, 6) i en el cinquè d'un text de l'evangeli de Lluc (2, 14); l'última estrofa de l'himne Wir Christenleut hab’n jetzund Freud de Kaspar Füge, de l'any 1592, clou el coral. Bach es va adaptar al text de Lehms, centrat en la idea de redempció i que convida a lloar Déu; compongué una obra extensa i solemne, com correspon al dia de Nadal, un únic recitatiu, una orquestració i unes tonalitats brillants, amb l'ús simbòlic d'alguns instruments com les flautes travesseres, que venen a representar la humilitat del naixement de Jesús.
Per a aquest dia de Nadal es conserven quatre cantates, aquesta, la BWV 63, la BWV 91 i la primera de l'Oratori de Nadal (BWV 248); a les quals es poden afegir la BWV 191, una paròdia del Glòria de la Missa en si menor (BWV 232) i la BWV 197a de la que es va perdre una bona part i fou reelaborada com la cantata de noces BWV 197.

## Anàlisi
Obra escrita per a soprano, contralt, tenor, baix i cor; tres trompetes, timbals, dues flautes travesseres, tres oboès, oboè d'amor, oboe da caccia, corda i baix continu amb fagot. Consta de set números.
1. Cor:Unser Mund sei voll Lachens (Que la nostra boca sia plena de rialles)
2. Ària (tenor): Ihr Gedanken und ihr Sinnen (Vosaltres, pensaments i sentits)
3. Recitatiu (baix): Dir, Herr, ist niemand gleich (Com vós, Senyor, no hi ha ningú)
4. Ària (contralt): Ach Herr, was ist ein Menschenkind (Ah Senyor, què és un home)
5. Duet (soprano i tenor): Ehre sei Gott in der Höhe und Friede auf Erden (Glòria a Déu a dalt del cel, i pau a la terra)
6. Ària (baix): Wacht auf, ihr Adern und ihr Glieder (Desperteu-vos, venes i membres)
7. Coral: Alleluja! Gelobt sei Gott (Al·leluia! Lloat sia Déu)

El sorprenent cor inicial està basat en el primer moviment de la quarta Suite orquestral (BWV 1069), a la part fugada s'intercala un cor a quatre veus que expressen, de manera real, el riure a què al·ludeix el text; en una versió posterior, entre 1728 i 1731, s'introduïren solistes. En l'ària de tenor, número 2, acompanyat de les dues flautes, amb una imitació mútua, i el continu amb fagot, sobresurt el tractament sobre Sinnen (sentits), en què les flautes volen despertar-los i pujar-los al cel. El breu recitatiu de baix, acompanyat de tota la corda, dona pas a l'ària de contralt amb l'oboè d'amor. El número 5, un duet de soprano i contralt, havia format part d'una primera versió del Magnificat (BWV 243), però Bach l'incorporà finalment com a Glòria en aquesta cantata. La següent ària de baix, té una aire marcial pel solo de la trompeta, expressa el despertar joiós i convida als càntics a Déu del llibret. El coral amb el text indicat, duplicat per la trompeta, les flautes, els oboès clou la cantata, que té una durada aproximada d'uns vint-i-cinc minuts.

## Discografia seleccionada
- J.S. Bach: Das Kantatenwerk. Sacred Cantatas Vol. 6. Nikolaus Harnoncourt, Tolzer Knabenchor (Gerhard Schmidt-Gaden, director), Concentus Musicus Wien, Wilhelm Wiedl i Stefan Frangoulis (solistes del cor), Paul Esswood, Kurt Equiluz, Siegfried Lorenz i Ruud van der Meer. (Teldec), 1994.
- J.S. Bach: The complete live recordings from the Bach Cantata Pilgrimage. CD 54: St Bartholomew’s, Nova York; 25 de desembre de 2000. John Eliot Gardiner, Monteverdi Choir, English Baroque Soloists, Joanne Lunn, William Towers, James Gilchrist, Peter Harvey. (Soli Deo Gloria), 2013.
- J.S. Bach: Complete Cantatas Vol. 15. Ton Koopman, Amsterdam Baroque Orchestra & Choir, Sandrine Piau, Bogna Bartosz, Paul Agnew, Klaus Mertens. (Challenge Classics), 2004.
- J.S. Bach: Cantatas Vol. 43. Masaaki Suzuki, Bach Collegium Japan, Hana Blazikova, Robin Blaze, Gerd Türk, Peter Kooij. (BIS), 2009.
- J.S. Bach: Church Cantatas Vol. 35. Helmuth Rilling, Gächinger Kantorei, Bach-Collegium Stuttgart. (Hänssler), 1999.
- J.S. Bach: Christmas Cantatas. Philippe Herreweghe, Collegium Vocale Gent, Vasilijka Jezovsek, Sarah Connolly, Mark Padmore, Peter Kooij. (Harmonia Mundi), 1995.